# بنگلور
بَنگلور (به هندی: बंगलौर) (تلفظ رسمی در زبان هندی: بَنگَلورو) مرکز ایالت کَرناتَکه و شهری در کشور هند است و با ۲۰۰ کیلومتر مربع وسعت و جمعیتی بیش از شش میلیون و دویست هزار نفر (در سال ۲۰۰۷) هفدهمین شهر پر جمعیت دنیا به حساب می‌آید. بنگلور شهری آرام و دانشجویی در فلات دکن است و یکی از سرسبزترین و خوش‌آب و هواترین شهرهای هند می‌باشد که به «شهر باغ‌ها» مشهور است.
بنگلور از چند جهت مورد توجه قرار دارد: آب و هوای خوب، امنیت اجتماعی بالا، دانشگاه دیرپا و ممتاز و امکانات زیربنایی خوب در زمینه‌های آموزشی و پژوهشی، تعداد زیاد دانشجویان خارجی، تمرکز صنعت نرم‌افزار، علوم پزشکی و همچنین مرکز فناوری اطلاعات در هند. واقع شدن بنگلور بر سر راه‌های ارتباطی مهم هند بر اهمیت و اعتبار آن افزوده‌است.

## تاریخ
در سال ۱۵۳۷ میلادی کمپه گودا شهر جدیدی را بنا نهاد که امروزه آن را بنگلور یا بنگلورو می‌نامند. در سال ۲۰۰۶ دولت ایالت کرناتکه نام شهر را از «بنگلور» که تلفظ انگلیسی نام این شهر بوده و در دوران استعمار بریتانیا در هند رواج یافته به نام «بنگلورو» تغییر بازگرداندند که به لفظ اصلی مردم این سرزمین و نزدیک‌تر است. با این وجود این تغییر هنوز مورد تأیید دولت مرکزی قرار نگرفته و اکثریت مردم آن را هنوز با نام بنگلور خطاب می‌کنند و بسیاری از این تغییر نام استقبال نمی‌کنند. این واژه مرکب از دو واژهٔ «بِنگلو» به معنی لوبیا و «اورو» به معنی شهر است و سبب نام‌گذاری را چنین نقل کرده‌اند: ویرا بَلالة دوم، از پادشاهان هویْسَلا که به شکار رفته بود، چون از ملازمان دور افتاد، به کلبه پیرزنی پناه برد و پیرزن با لوبیای پخته از او پذیرایی کرد؛ به همین سبب، دهکده‌ای را که بعدها در این محل ساخته شد، بنگلورو دهکده لوبیا پخته خواندند «فرهنگ سلطنتی…»
بر اساس یافته‌های باستان‌شناسی و کشف سکه‌های رومی، پیشینهٔ تاریخی شهر به قبل از میلاد مسیح می‌رسد. کتیبهای متعلق به نیمهٔ دوم سدهٔ ق/م در دهکدهٔ بِگور در شرق بنگلور که نام «بنگلورو» در آن دیده می‌شود، حکایت از تاریخ کهن این شهر و ناحیه دارد.
کِمْپه گودای اول (۱۵۱۳–۱۵۶۹م) حکمرانِ محلیِ یِلاهانکا در ۱۵۳۷م قلعهٔ بنگلور را ساخت و کمپه گودای دوم (۱۵۷۸–۱۶۵۸م) برج برای مشخص کردن محدودهٔ شهر بنا کرد. از ۱۵۱۰ تا ۱۵۶۵م پادشاهِ ویجایانَگَر، بنگلور را در اختیار داشت. در سال ۱۶۳۸م شاه جی، پدر شیواجی (درگذشت ۱۶۸۰م) نخستین پادشاهِ مراتهه، شهر را برای محمد عادل شاه (حک ۱۶۲۶–۱۶۶۰م)، سلطان بیجاپور فتح کرد و وی نیز بنگلور و چند شهر دیگر را به عنوان جاگیر به او داد. در سال ۱۶۸۷م سپاهیان اورنگ زیب (حک ۱۶۵۷–۱۷۰۶م) شهر را تصرف کردند سرکار، و در ۱۶۹۰م اورنگ زیب آن را در مقابل «۵لک» به وُدِیار، حکمرانِ میسور واگذار کرد (هر لک مساوی با ۱۰۰ هزار است) و او نیز در۱۷۵۹م آن را به حیدر علی (درگذشت ۱۷۸۲م) هدیه داد.

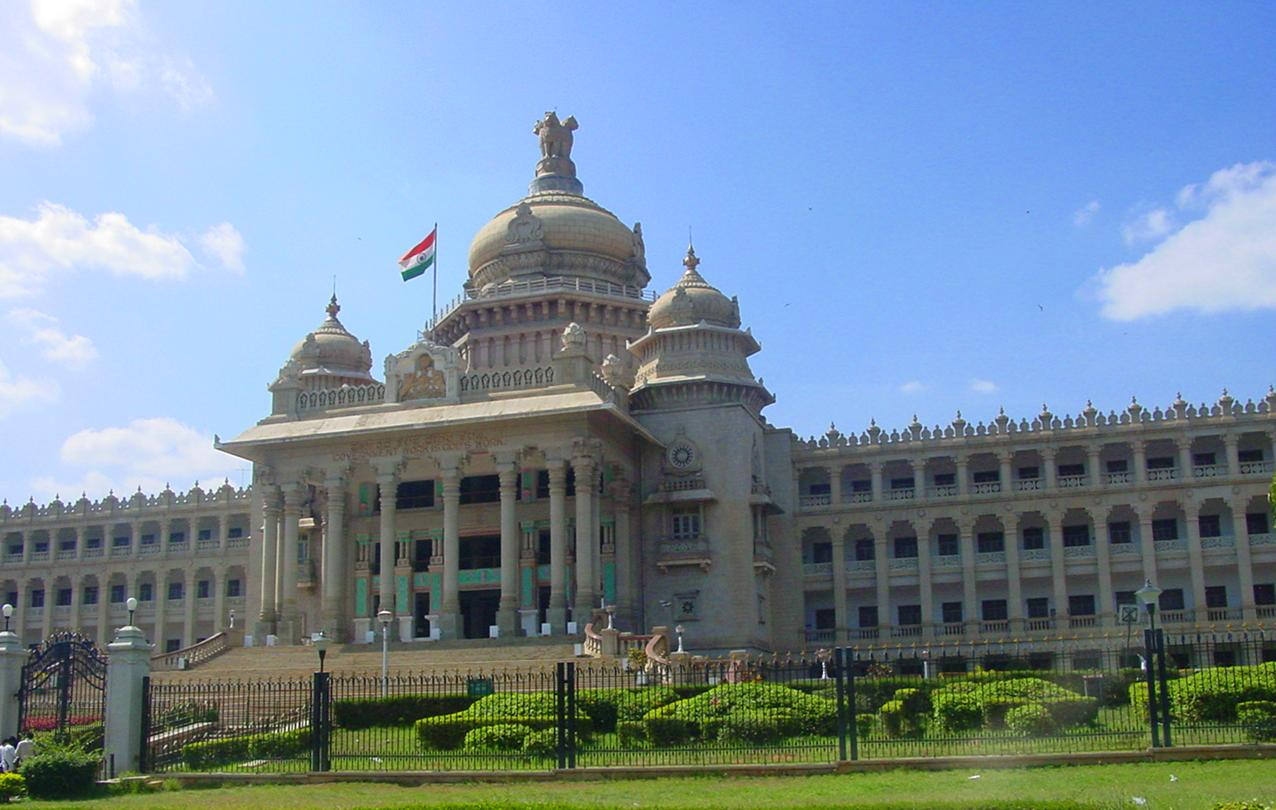
دادگاه عالی ایالت کرناتکهه در شهر بنگلور

در جریان سومین جنگ کرناتاکا، حیدرعلی به قلعهٔ بنگلور پناه برد و در۱۷۶۱م‌آن را توسعه داد و مستحکم کرد. در ۱۷۹۱م، در جریان جنگ سومِ میسور ۱۷۹۰–۱۷۹۲م لرد کُرنْوالیس فرماندهِ نیروهای انگلیسی، بنگلور را تصرف کرد، اما شهر بار دیگر در اختیار تیپوسلطان (حک ۱۷۸۲–۱۷۹۹م) قرار گرفت. پس از کشته شدن تیپوسلطان در جنگ چهارم‌میسور، انگلیسی‌ها ناحیهٔ بنگلور را به ودیار حکمران میسور واگذار کردند. در فاصلهٔ سال‌های۱۸۳۱ تا ۱۸۸۱م بنگلور به عنوان مرکز اداری و نظامیِ انگلیسی‌ها در میسور، با نظارت کامل آنان اداره می‌شد و هر چند در ۱۸۸۱م ادارهٔ آن به حکمران میسور بازگردانده شد، اما انگلیسی‌ها تا ۱۹۴۷م (سال استقلال هند) همچنان بر ادارهٔ امور شهر نظارت داشتند.
در سدهٔ نوزدهم میلادی این شهر از رشد چشمگیری برخوردار شد به‌طوری که تبدیل به یکی از مراکز نظامی و اجرایی هند شد. در حال حاضر نیز رشد صنعتی و تجاری این شهر محسوس است.

## جغرافیا و وضعیت آب و هوا

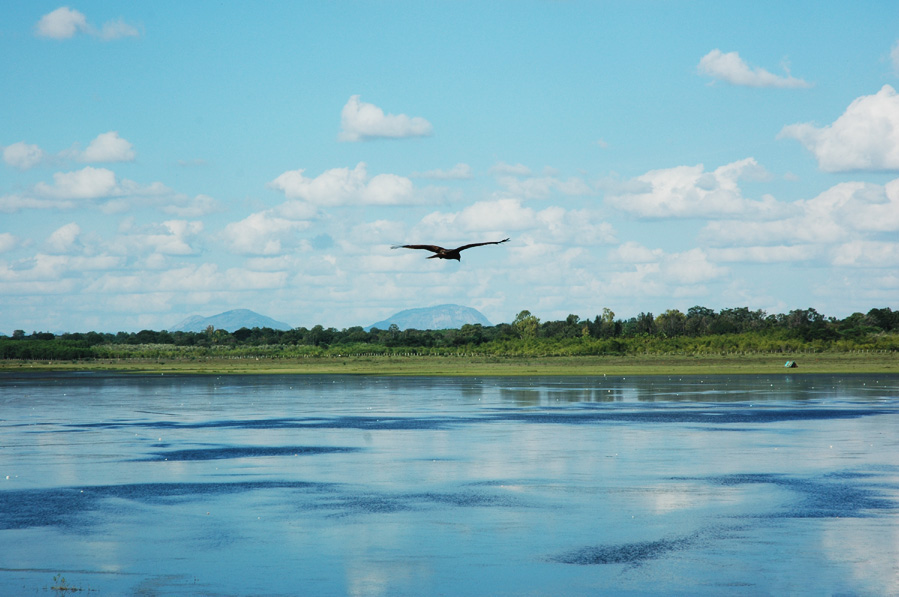
دریاچه هساراگاتا در بنگلور

بنگلور با ۷۴۱ کیلومتر مربع وسعت در ۲ و ۸ عرض شمالی و ۷ و ۸ طول شرقی و در ارتفاعِ ۹۲۰متری از سطح دریا واقع شده‌است.
بنگلور در جنوب هندوستان و در مرکز فلات میسور واقع شده‌است؛ فلاتی که میانگین ارتفاع آن از سطح دریا ۹۰۰ متر است. محل بنگلور در جنوب شرق ایالت کرناتکه است. شهر بنگلور عموماً سطحی هموار دارد اما در بخش‌های غربی شهر تپه‌ماهورهایی دیده می‌شود. بلندترین نقطهٔ شهر «ویدیارانیاپورا دودابتاهالی» نام دارد که در شمال غرب شهر جای گرفته‌است. این شهر رودخانه بزرگی ندارد اما یکی از شاخه‌های رود آرکاواتی به نام وریشاباواتی از داخل شهر سرچشمه گرفته و در شهر جریان دارد. آرکاواتی و وریشاباواتی بیشتر فاضلاب شهر را با خود به بیرون حمل می‌کنند. سامانه تصفیه فاضلاب شهر که شامل پنج مرکز تصفیه است در سال ۱۹۲۲ ساخته شده و ۲۱۵ کیلومتر مربع از سطح شهر را پوشش می‌دهد.
این شهر دارای سه فصل آب و هوایی است: ۱- فصل باران‌های موسمی از اول ماه ژوئن به مدت ۴ تا ۶ ماه. ۲- فصل سرما از اول ماه نوامبر به مدت ۴ ماه ۳- فصل گرما از اواسط ماه مارس به مدت ۳ ماه. آب و هوای بنگلور معتدل و مرطوب است به‌طوریکه در طول سال نیازی به استفاده از بخاری نیست؛ ولی استفاده از لباس گرم و پتو در فصل سرما، ضروری به نظر می‌رسد.
به‌طور کلی این شهر دارای آب و هوایی سازگار و ملایم بوده و متوسط درجه حرارت در گرمترین ماه (بخشی از فروردین و اردیبهشت) بالغ بر ۲۷٫۱ درجه سانتیگراد و در سردترین ماه (دی ماه) به ۲۰٫۴ می‌رسد. درجه حرارت در طول روز به ندرت بالاتر از ۳۴ درجه در گرمترین ماه‌ها (بخشی از فروردین، اردیبهشت و خرداد ماه) و همچنین کمتر از ۱۵٫۵ درجه در سردترین ماه‌ها (آذر، دی و بهمن) می‌رسد. هوای داخل شهر معتدل است. متوسط درصد رطوبت نسی در مرطوبترین زمان (شهریور و بخشی از مهرماه) و خشک‌ترین زمان (دی ماه) به ترتیب ۷۶ و ۶۳ درصد است. در ماه‌های آبان تا بهمن مه گرفتگی در صبح زود مشاهده می‌شود که بیشتر در ماه‌های آذر و دی محسوس است. بهترین ماه‌ها از لحاظ آب و هوایی ماه‌های خرداد تا مهر ماه می‌باشند.
این شهر از باران‌های موسمی جنوب غربی و شمال شرقی بهره‌مند و متوسط بارندگی حدود ۸۷۰ میلی‌متر می‌باشد. بارندگی ماه‌های خرداد تا اوایل مهرماه بیشترین میزان و ماه‌های مهر، آبان و آذر دارای بارندگی می‌باشد اما میزان بارندگی در این ماه‌ها چندان زیاد نبوده و متوسط بارندگی در آن‌ها بالغ بر ۱۷۰ میلی‌متر و از نیمه دوم آذر تا دههٔ اول فروردین خشک می‌باشد.

## فرهنگ

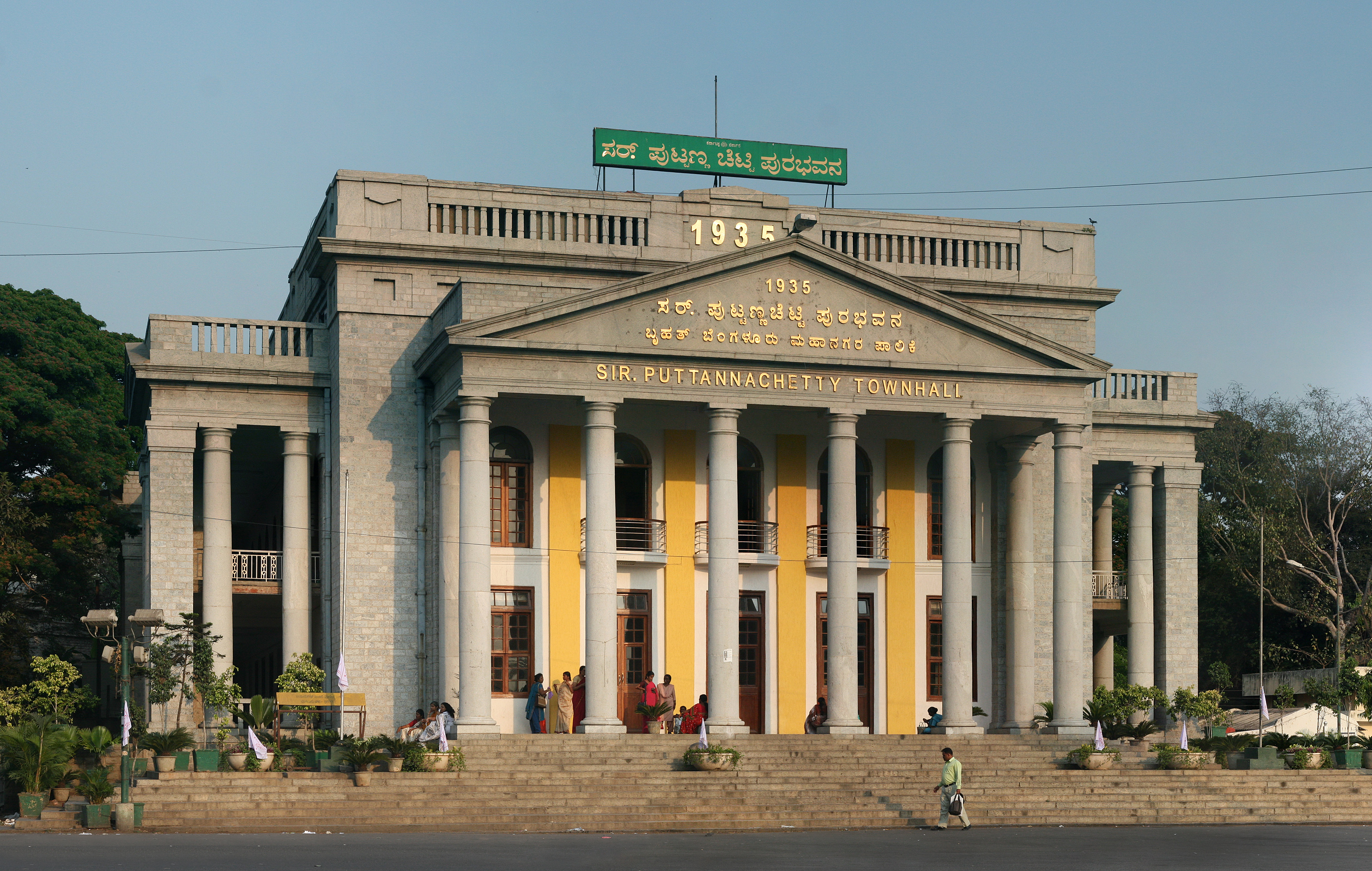
تالار شهر سر کی.پی. پاتاناچتی که معمولاً به آن تالار شهر بنگلور نیز گفته می‌شود، یک ساختمان شهرداری نئوکلاسیک در بنگلور هند است که به نام نیکوکار و رئیس سابق شهرداری شهر بنگلور، سر کی.پی. پاتاناچتی نامگذاری شده است.

در دورهٔ زمامداری حیدرعلی و تیپوسلطان که شیعیان معتقدی بودند، اجرای مراسم عزاداری ماه محرم در بنگلور رواج داشت. امروزه نیز برگزاری این مراسم در بنگلور دارای اهمیت ویژه‌ای است. از این دوره کاخی در نزدیکی قلعه باقی است که در ۱۹۲–۲۰۳ق/۷۷۸–۷۸۹م به دستور حیدرعلی ساخته شد و در زمان تیپوسلطان کامل گردید. این کاخ بیشتر از چوب ساخته شده، و با نقاشی‌های زیبای روی دیوارها و سقف تزیین گردیده‌است. لعل‌باغ نیز که در ۱۷۳ق/۷۶۰م به فرمان حیدر علی در شرق قلعه بنگلور ساخته شد، از دیگر آثار برجای مانده از این دوره است.
زبان‌های اصلی مردم با آن صحبت می‌کنند. عبارتند از: (۳۱ درصد) (زبان اصلی مردم مردم کرناتکه)، تامیل (۲۷ درصد) (زبان اصلی مردم ایالت تامیل نادو به مرکزیت شهر چنائی یا مدرس)، تلگو (۲۷درصد)، هندی یا زبان اردو (۱۵ درصد) و سایر زبان‌ها ۱۰ درصد. لازم به یادآوری است که اغلب قریب به اتفاق غیر مسلمانان در بنگلور توانایی صحبت به زبان هندی یا اردو را ندارند.

## اقتصاد

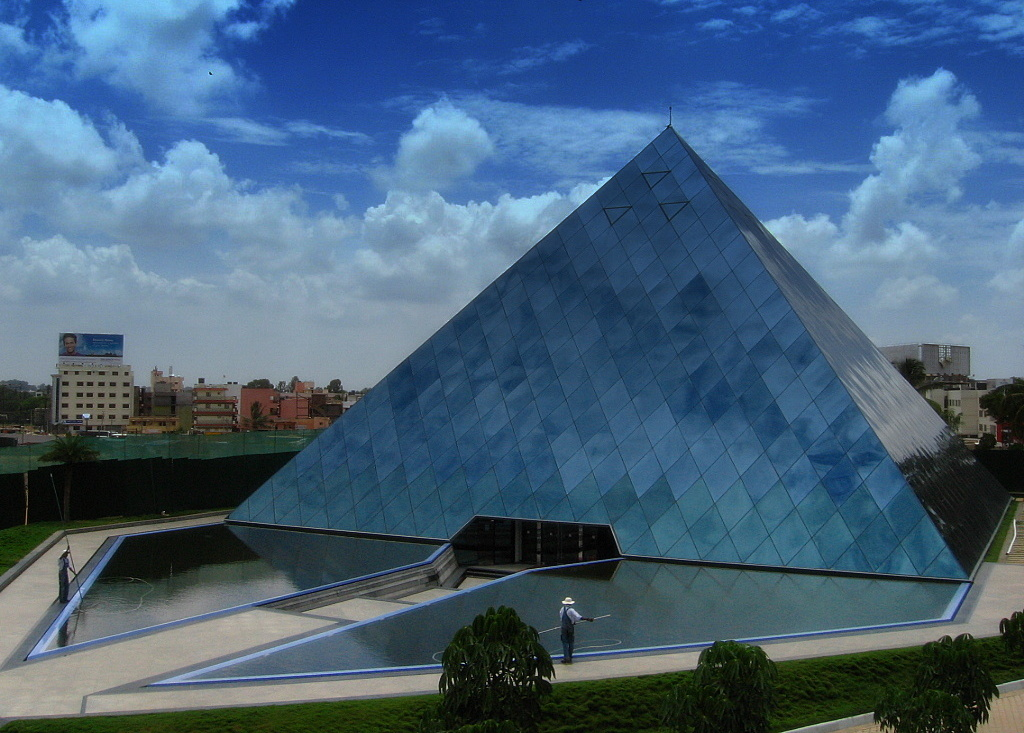
ساختمان مرکزی شرکت اینفوسیس دومین شرکت بزرگ فناوری اطلاعات هند، در بنگلور

بنگلور یکی از مراکز عمدهٔ صنعتیِ هند است و مهم‌ترین صنایع آن عبارتند از هواپیماسازی، ماشین‌سازی، صنایع مخابراتی، صنایع الکتریکی، صنایع لوازم چاپ، چرم‌سازی، شیشه‌سازی، داروسازی، صنایع دخانیات، نساجی و چینی‌سازی، همچنین شمار زیادی شرکت رایانه‌ای در زمینهٔ تولید نرم‌افزار و سخت‌افزار در این شهر فعالیت دارند.
توسعه صنایع دراین شهر چشمگیر و مراکز بزرگ، بسیار زیادی در داخل و اطراف شهر وجود دارد که محصولات مختلف صنعتی تولید می‌کنند. همچنین تعداد کارخانجات الکترونیکی که وسایل الکتریکی منازل را تولید می‌کنند افزایش یافته‌است. بوستان فناوری اطلاعات در منطقه وایت فیلد واقع در ۱۶ کیلومتری این شهر با همکاری سرمایه‌گذاران فناوری اطلاعات سنگاپوری، صنایع تاتا و اداره توسعه نواحی صنعتی ایالت کرناتکه، توسعه داده شده‌است. این پارک صنعتی شامل فضاهای اداری و آپارتمان‌های مسکونی نیز می‌باشد. کارخانجات تولید پوشاک از دیگر صنایع در حال توسعه این شهر است. رشد صنعتی در داخل و اطراف بنگلور باعث افزایش فعالیت‌های تجاری در آن شده‌است.
بنگلور به تنهایی با ۲۶۵ هزار نیروی کار و حدود یک سوم صادرات نرم‌افزار، تقریباً یک سوم از میزان کل اشتغال بخش صنعت فناوری اطلاعات و خدمات اینترنتی هند را به خود اختصاص داده‌است. هیچ شهر دیگر هند را نمی‌توان یافت که دارای چنین نقاط قوت برجسته‌ای باشد؛ بنابراین عجیب نیست اگر تصور کنیم که این شهر بر کل اقتصاد کشور هند تأثیرگذار است. برای اثبات این گفته کافی است بدانید که دو شرکت مهم و پرآوازه نرم‌افزاری ویپرو و اینفوسیس هر ماه به‌طور متوسط ۱۰۰۰ نیروی کار جدید را استخدام می‌کنند که در نوع خود رقم قابل توجهی است.

## حمل و نقل

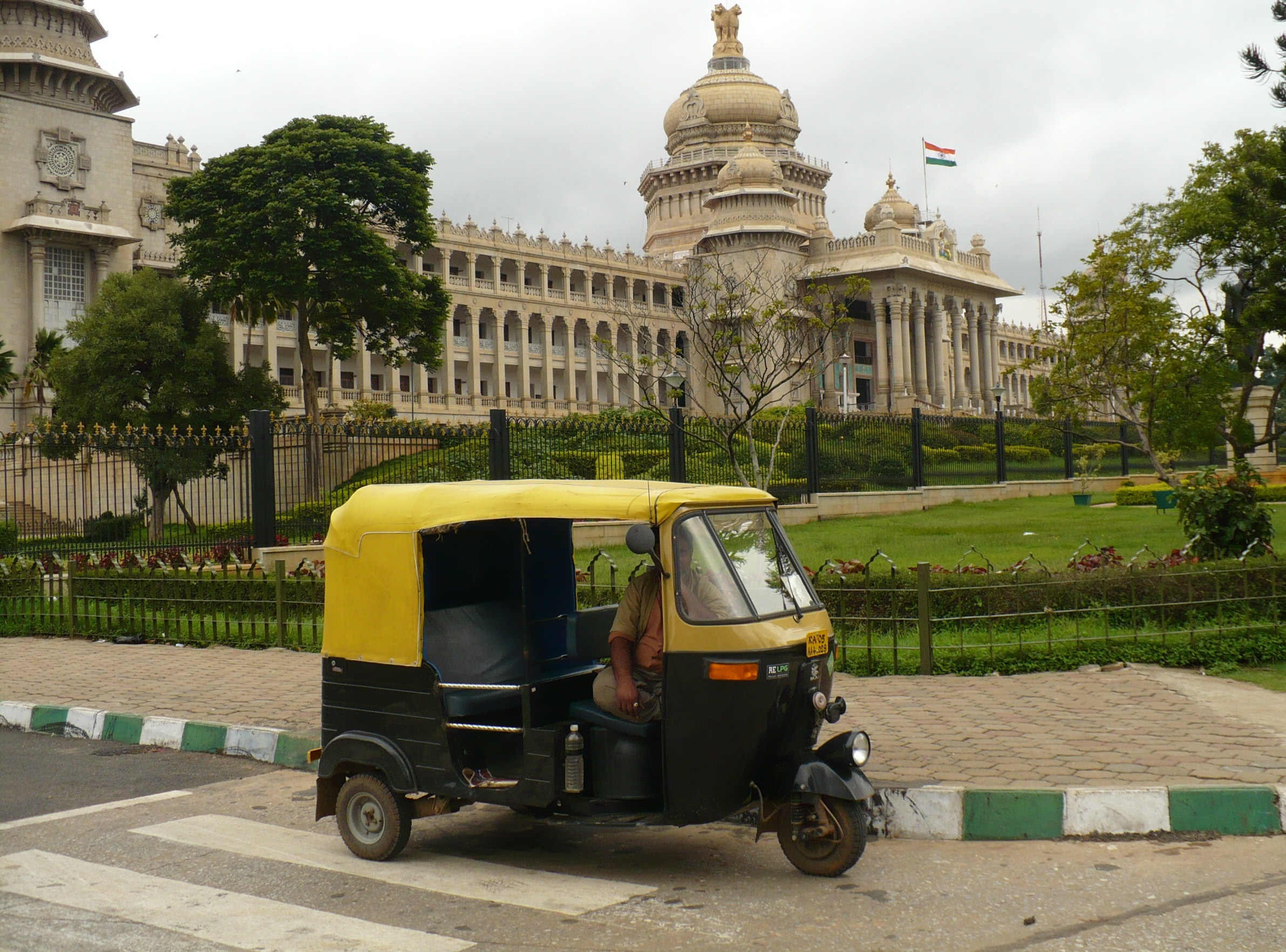
یک اتوریکشا در شهر بنگلور

شبکه اتوبوسرانی نقش اساسی در جابجایی مردم در داخل و اطراف شهر را به عهده دارد؛ و هزینه آن تابع مسیر و میزان مسافتی است که مسافر طی می‌کند. پس از اتوبوس وسیله اصلی برای جابجایی در داخل شهر به عهده وسیله‌ای است به نام اتو ریکشا است که به اختصار به آن ریکشا می‌گویند؛ که وسیله‌ای است سه چرخه و موتوری که ظرفیتش حداکثر سه نفر است و همواره حالت دربستی دارد؛ و براساس میزان مسافت طی شده، که توسط تاکسی‌متر تعیین می‌گردد دریافت می‌شود. لازم به یادآوری است که به غیر از دو وسیله عمومی فوق تعداد قابل توجهی آژانس‌های تاکسی شهری و برون‌شهری وجود دارد که آن‌ها نیز دارای یک هزینه اولیه ثابت بوده و مازاد آن بر حسب مسافت طی شده (بسته به نوع وسیله نقلیه و دارا بودن یا نبودن کولر) محاسبه می‌گردد. بسیاری از مردم از جمله اغلب دانشجویان ایرانی از انواع موتورسیکلت برای جابه‌جایی استفاده می‌کنند.

## مترو
متروی بنگلور در سال ۲۰۱۱ تأسیس شده و هم‌اکنون دارای ۲ خط و ۳۰ ایستگاه می‌باشد.

## آموزش عالی
این شهر یکی از مراکز مهم دانشگاهی هند نیز به‌شمار می‌رود. دانشگاه بنگلور از سال ۱۹۶۴ میلادی فعالیت خود را آغاز کرد و در زمانی کوتاه گسترش یافت، به گونه‌ای که امروزه با ۷۵کالج و تعداد زیادی مرکز تحصیلات تکمیلی، یکی از بزرگ‌ترین دانشگاه‌های آسیاست.
در شهر بنگلور ۴ دانشگاه مادر در زمینه‌های مختلف که هر کدام از آن‌ها مسئولیت گرایش‌های زیر نظر خود را به عهده داشته و کاملاً از همدیگر مستقل عمل می‌نمایند، که عبارتند از:
- دانشگاه علوم کشاورزی بنگلور
- دانشگاه بنگلور
- دانشگاه علوم بهداشتی راجیو گاندی
- دانشگاه VTU (یا Visweshwaraiah Technological University متولی کلیه دانشکده‌های مهندسی مستقر در شهر بلگام)[۱۲]

به‌طور کلی در سیستم آموزشی هند سه شاخه اصلی تحصیلی وجود دارد و در ایالت کرناتکه به‌شکل زیر مدیریت می‌شوند:
رشته‌های علوم پایه(BSc/MSc/BA/BCA/MCA/BBM/MBA) (مانند فیزیک، ریاضی، مدیریت و بازرگانی، علوم کامپیوتر/کامپیوتر کاربردی، هنر و …) مدت تحصیل در مقطع لیسانس در این رشته‌ها معمولاً ۳ سال و شامل ۶ ترم (یا دوره) درسی است. دانشگاه اصلی مربوط به رشته‌های علوم پایه در بنگلور به نام خودش یا همان دانشگاه بنگلور است که در چند کیلومتری از بنگلور و در جاده شهر میسور واقع شده‌است و تمام کالج‌های علوم پایه تحت نظر آن می‌باشند. ارائه و کنترل سرفصل‌های آموزشی و همچنین طراحی و تصحیح سؤالات امتحان پایانی این کالج‌ها زیر نظر دانشگاه بنگلور است. اکثر دانشجویان ایرانی در رشته‌های علوم پایه تحصیل می‌کنند.
رشته‌های مهندسی(BArch/BE) (مانند مهندسی برق و الکترونیک، مخابرات، رایانه، علوم (فناوری) اطلاعات، عمران و … بعلاوه رشته مهندسی معماری) مدت تحصیل در مقطع کارشناسی ارشد در این رشته‌ها معمولاً ۴ سال (رشته معماری ۵ سال) و شامل ۸ تا ۱۰ ترم درسی است. دانشگاه اصلی مربوط به رشته‌های مهندسی دانشگاه وی‌تی‌یو می‌باشد که در شهر بلگام واقع شده و تمام کالج‌های معتبر مهندسی کرناتکه تحت نظر آن می‌باشند. در حال حاضر ارائه و کنترل سرفصل‌های آموزشی و همچنین طراحی و تصحیح سؤالات امتحان پایانی این کالج‌ها زیر نظر این دانشگاه است. رشته‌های مهندسی علاوه بر پرهزینه بودن، دارای سیستم آموزشی بسیار منسجم تر و مشکل‌تری می‌باشند و تحصیل در این رشته‌ها آسان نیست.
| ادیان در بنگلور                                  | ادیان در بنگلور | ادیان در بنگلور | ادیان در بنگلور | ادیان در بنگلور |
| ------------------------------------------------ | --------------- | --------------- | --------------- | --------------- |
| درصد                                             |                 |                 |                 |                 |
| هندوئیسم                                         | هندوئیسم        |                 | ۷۹٫۴٪           | ۷۹٫۴٪           |
| اسلام                                            | اسلام           |                 | ۱۳٫۴٪           | ۱۳٫۴٪           |
| مسیحیت                                           | مسیحیت          |                 | ۵٫۸٪            | ۵٫۸٪            |
| جین                                              | جین             |                 | ۱٫۱٪            | ۱٫۱٪            |
| سایر†                                            | سایر†           |                 | ۱٪              | ۱٪              |
| توزیع ادیان †شامل سیک (<۰٫۱٪), دین بودا (<0.1%). |                 |                 |                 |                 |

رشته‌های پزشکی(MBBS/BDS/BPharm) (مانند پزشکی عمومی، دندانپزشکی، داروسازی، پرستاری و …) مدت تحصیل در مقطع کارشناسی ارشد در این رشته‌ها معمولاً ۴ سال (رشته پزشکی عمومی ۷ سال) است. دانشگاه اصلی مربوط به رشته‌های پزشکی دانشگاه علوم بهداشتی راجیو گاندی می‌باشد که در خود بنگلور واقع است و بسیاری از کالج‌های علوم پزشکی کرناتکه تحت نظر آن می‌باشند. این رشته‌ها با وجود پرهزینه بودن و مشکل بودن سیستم آموزشی، پذیرای تعداد زیادی از دانشجویان ایرانی علاقه‌مند هستند.
در بنگلور تعداد زیادی دانشجوی ایرانی تحصیل می‌کنند. پس از پونا بیشترین تعداد دانشجویان ایرانی در این شهر به‌سر می‌برند.

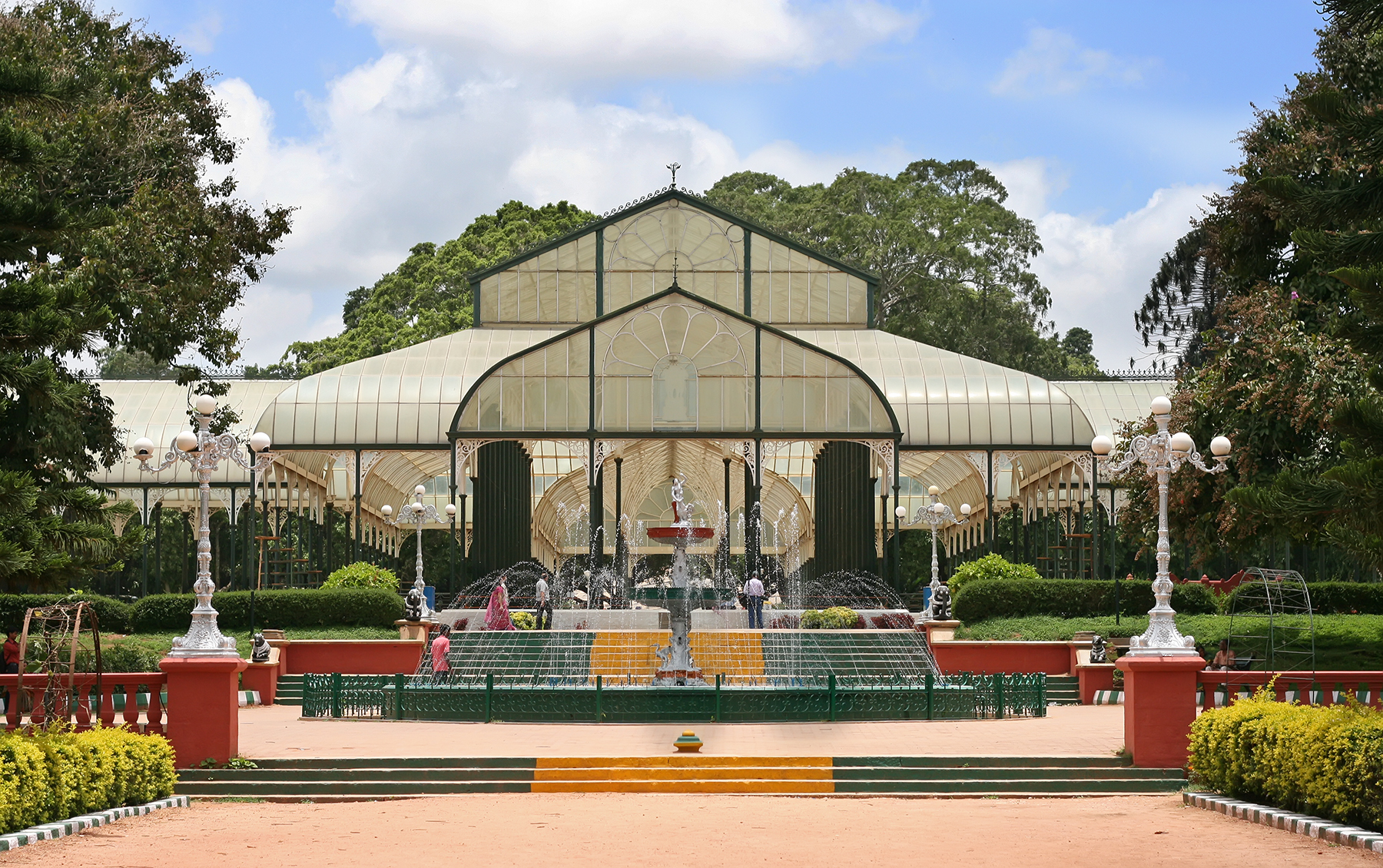
لعل باغ یک باغ گیاه‌شناسی در بنگلور هند با بیش از ۲۰۰ سال سابقه است. این باغ ابتدا در زمان حیدر علی طراحی و ساخته شد و قبل از استقلال هند تحت نظارت چندین سرپرست بریتانیایی اداره می‌شد. مسئول معرفی و تکثیر گیاهان زینتی متعدد و همچنین گیاهان دارای ارزش اقتصادی بود. همچنین به عنوان یک پارک و فضای تفریحی، با یک خانه شیشه‌ای مرکزی متعلق به سال ۱۸۹۰ که برای نمایش گل استفاده می‌شد، عملکرد اجتماعی و زیبایی‌شناسی داشت. در دوران مدرن نیز میزبان دو نمایش گل همزمان با هفته روز جمهوری هند (۲۶ ژانویه) و روز استقلال (هند) (۱۵ اوت) است. به عنوان یک فضای سبز شهری همراه با پارک کوبون، این پارک میزبان گونه‌های وحشی متعددی از پرندگان و سایر حیات وحش است. این باغ همچنین دارای یک دریاچه در مجاورت یک صخره بزرگ است که بر روی آن برج مراقبتی در زمان سلطنت کمپگودا دوم ساخته شده بود.

## جمعیت
رشد جمعیت شهری چشمگیر بوده به‌طوری که از یک میلیون در سال ۱۹۵۵ به ۲ میلیون در ۱۹۷۰ رسید (دو برابر در کمتر از دو دهه) و در سال ۲۰۰۷ این جمعیت به بیش از شش میلیون و دویست هزار نفر رسید.
بیشتر مردم این شهر پیرو آیین هندوئیسم هستند. پس از آن اسلام و مسیحیت بیشترین پیروان را دارا می‌باشند. بنگلور مانند بسیاری از شهرهای به سرعت در حال توسعه از مشکلاتی چون افزایش نابرابری اجتماعی، جرم و سلب مالکیت، گسترش حلبی‌آبادها، بحران بهداشت عمومی به دلیل مشکلات کمبود آب و فاضلاب رنج می‌برد.

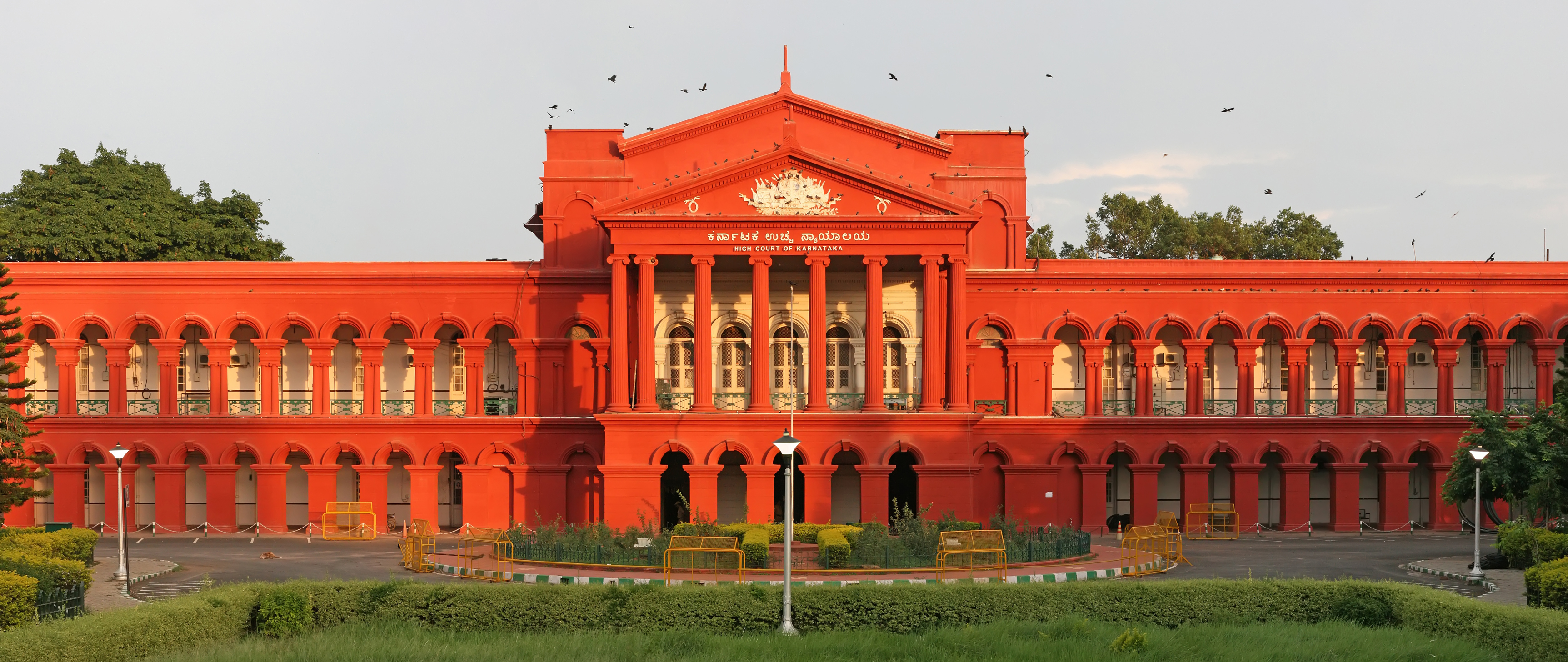
دادگاه عالی ایالت کارناتاکا هند و در نتیجه بالاترین مقام قضایی آن است. مکان اصلی دادگاه در بنگلور، پایتخت کرناتکه و مقرهای دیگر آن در هوبلی–دارودا و کالابورگی قرار دارد. قبلاً دادگاه عالی میسور نامیده می‌شد. در بنگلور دادگاه عالی از یک ساختمان آجری با رنگ قرمز معروف به آتارا کاچری واقع در مقابل ویدانا سودا مقر مجلس قانونگذاری کارناتاکا تشکیل شده است.